# 문원동
문원동(文原洞)은 대한민국 경기도 과천시의 동이다.

## 개요
문원동은 문원동, 막계동 2개의 법정동을 관할하는 동으로 과거 장막성전이 소재하였다. 주요 시설로 서울대공원, 서울랜드, 국립현대미술관이 있으며 주거지역으로 공원마을과 문원청계마을이 있다.

## 법정동
- 막계동
- 문원동

## 주요 시설
문원체육공원, 청소년수련관, 과천시 장애인복지관, 보훈종합회관, 과천문화원, 경기소리전수관, 문원도서관

## 관광
- 서울대공원
- 서울랜드
- 국립현대미술관

## 교통
- 대공원역
- 봉담과천도시고속화도로